# ابنتال، اتریش
ابنتال   (به آلمانی: Ebenthal) یک منطقهٔ مسکونی در اتریش است که در ناحیه گنزرندورف واقع شده‌است. ابنتال   ۸۱۳ نفر جمعیت دارد.